# Lenny Kuhr
Lennie Kuhr (n. 22 februarie 1950, Eindhoven, Țările de Jos) este o cântăreață neerlandeză. A fost născută în Eindhoven. La concursul muzical Eurovision 1969 a fost una din cele 4 câștigătoare cu piesa De troubadour (Trubadurul).